# Oceanites oceanicus
L'uccello delle tempeste di Wilson (Oceanites oceanicus (Kuhl, 1820)) è un uccello marino della famiglia Oceanitidae.